# Puławy
Puławy è una città polacca del distretto di Puławy nel voivodato di Lublino. Ricopre una superficie di 50,49 km² e nel 2007 contava 49 755 abitanti. Un tempo città di cultura, oggi è diventata un centro industriale. Sorge sui fiumi Vistola e Kurówka. Dal 1846 alla fine della prima guerra mondiale si è chiamata Nowa Aleksandria (in russo Новая Александрия?, Novaja Aleksandrija).

## Storia
Nel Cinquecento Puławy era un piccolo paesino dove si poteva attraversare la Vistola a nuoto. Fin dalla metà del Seicento a Puławy la famiglia Lubomirski aveva una sede estiva. Poi la proprietà passò nelle mani della famiglia Sieniawski e poi della potente famiglia Czartoryski.
Il Settecento fu l'epoca d'oro della città di Puławy. Sotto l'impulso di Adam Kazimierz Czartoryski e di sua moglie Izabela Fleming Puławy divenne un importante centro della vita culturale e politica. La città fu soprannominata “Atene Polacca”. Nella corte del duca Czartoryski c'erano grandi uomini di cultura del Settecento: Grzegorz Piramowicz, Franciszek Dionizy Kniaźnin, Julian Ursyn Niemcewicz, Adam Naruszewicz, Jan Paweł Woronicz, Franciszek Karpiński, Franciszek Zabłocki, Jan Piotr Norblin, Marcello Bacciarelli, Kazimierz Wojnakowski.
Dopo le Spartizioni della Polonia alla fine del Settecento, la principessa Izabela riuscì a impedire la decadenza della città. Nel primo museo polacco, detto Tempio di Sibilla, sono raccolte grandi opere dell'arte polacca. 
L'epoca dello sviluppo finì dopo la Rivolta di Novembre del 1830. I Czartoryski emigrarono e Puławy diventò un paesino tranquillo, e nel 1846 cambiò nome in "Nowa Aleksandria" (Nuova Alessandria). Nell'Ottocento sono state fondate alcune istituzioni della scienza e dell'istruzione.
Durante la prima guerra mondiale Puławy fu distrutta dalla guerra, ma l'industria riuscì comunque a svilupparsi; nella seconda guerra mondiale tuttavia un terzo degli abitanti rimase ucciso. 
Durante la seconda metà del Novecento Puławy è diventata una città dell'industria chimica e si è sviluppata notevolmente.

## Monumenti e luoghi d'interesse
Grazie al suo giardino e complesso storico Puławy è una città visitata volentieri dai turisti. L'edificio più grande è il palazzo Czartoryski. Iniziato nel Seicento, nello stile barocco, spesso ristrutturato secondo il gusto di varie epoche, è stato completato nello stile classicista. Non molto distanti sono il Tempio della Sibilla, opera di Enrico Ittar ispirata al Tempio di Vesta (Tivoli), e la Casa Gotica, che sono tra i più antichi musei del mondo. Gli edifici sono circondati da un complesso giardino seicentesco, poi diventato giardino all'inglese così come si vede oggi.

## Economia

### Industria
A Puławy ha sede la Zakłady Azotowe Puławy, uno dei maggiori produttori al mondo di melammina e la più grande azienda polacca nel settore della chimica di sintesi.